# 1894 w polityce

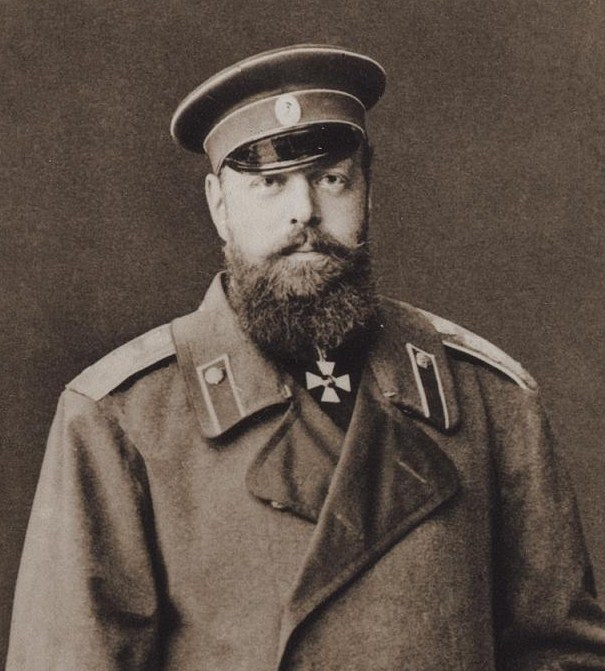
Aleksander III Romanow

Wydarzenia polityczne w 1894 roku.

## Zmarli
- 1 listopada Aleksander III Romanow, car Rosji[1].
- 27 grudnia Franciszek II Burbon, król Obojga Sycylii[2].